# Abschied von München

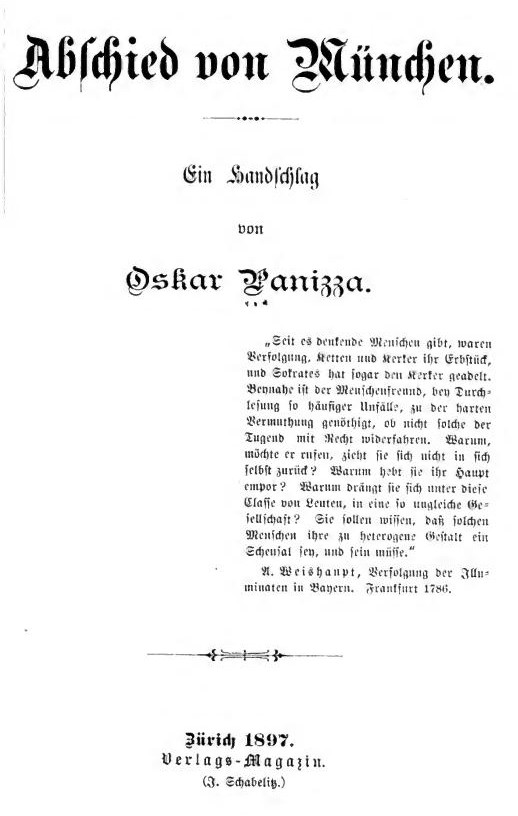
Titelblatt der Erstausgabe

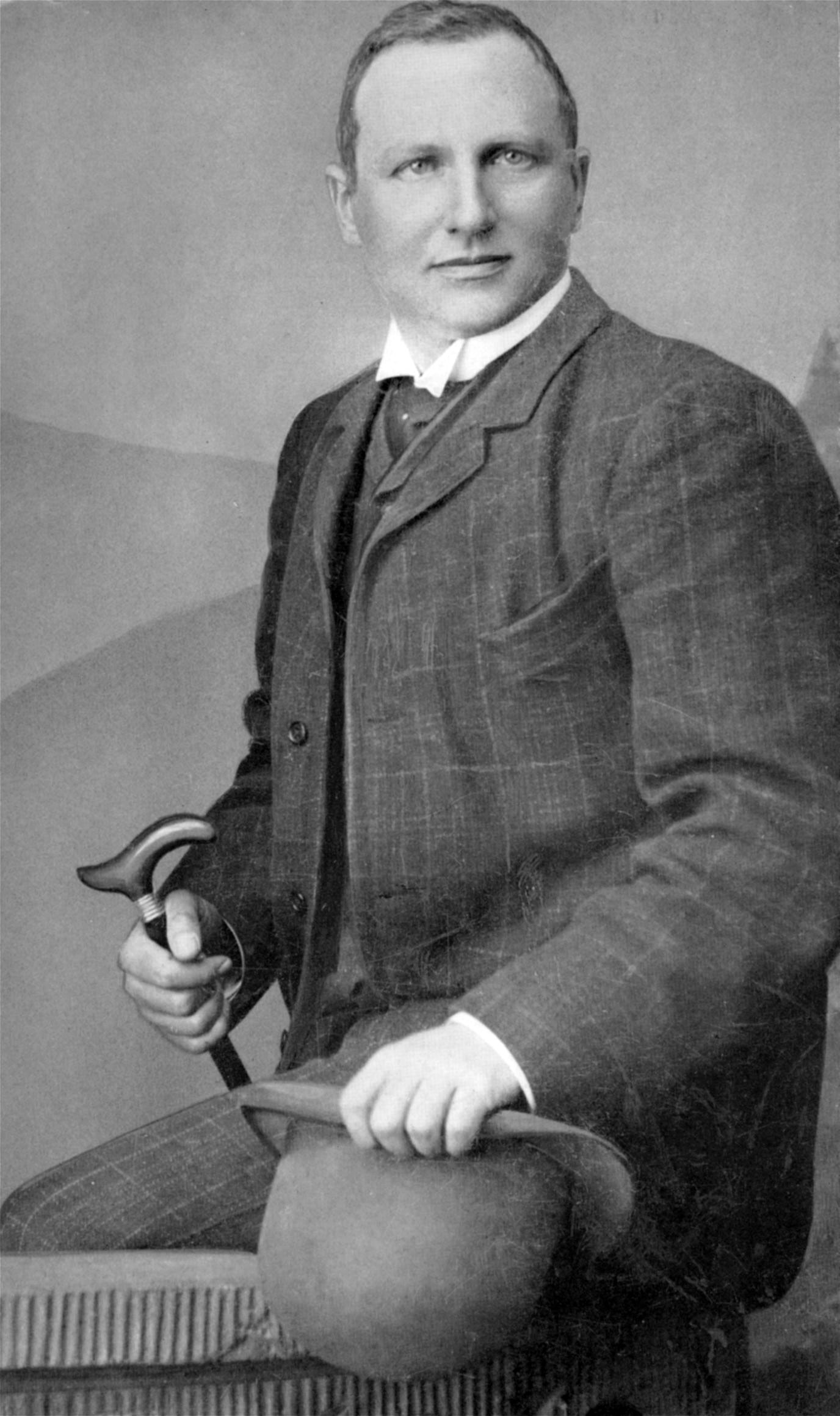
Panizza nimmt seinen Hut

Abschied von München. Ein Handschlag ist ein Pamphlet von Oskar Panizza von 1897, in dem der wegen seines Theaterstücks Das Liebeskonzil zu Zuchthaus verurteilte Autor aus dem Schweizer Exil mit der bayrischen Obrigkeit, den Münchnern und der Münchner Kultur abrechnet.

## Hintergrund
In Oktober 1894 hatte der seit 1870 in München lebende Panizza Das Liebeskonzil – Eine Himmelstragödie in fünf Aufzügen im Züricher Verlag Schabelitz veröffentlicht, eine anti-katholische Satire, in der ein seniler Gottvater, eine mondäne Jungfrau Maria und ein weinerlicher Jesus darüber beraten, wie sie eine der Unzucht verfallene Menschheit und insbesondere die Gesellschaft am päpstlichen Hof des Borgia-Papstes Alexanders VI. bestrafen könnten. Sie beschließen, den Teufel um Hilfe zu bitten, der die personifizierte Syphilis in Gestalt der biblischen Salome auf die Menschheit loslässt.
Der vorhersehbare Skandal führte dazu, dass im Januar 1895 das Werk beschlagnahmt und ein Verfahren gegen der Autor eröffnet wurde. Es wurde Anklage erhoben wegen „Vergehen wider die Religion verübt durch die Presse“ (§ 166 Reichsstrafgesetzbuch) und am 30. April fand die Verhandlung vor dem Landgericht München I statt. Das Gericht verurteilte Panizza zu 1 Jahr Zuchthaus, eine ungewöhnlich harte Bestrafung.
Nachdem er seine Strafe bis zum letzten Tag abgesessen hatte, beschloss Panizza, ins Exil in die Schweiz zu gehen. In Zürich erschien dann – ebenfalls im Verlag Schabelitz – sein Abschied von München, den er schon während seiner Zeit im Zuchthaus Amberg verfasst hatte. Noch im Gefängnis hatte er an Max Halbe geschrieben:

„‚Herr, die Not ist groß!‘ – Bei dieser Hitze auch noch gefangen; glüklicherweise nur in Menschenhänden; innerlich bin ich frei, freier wie je. Sie werden Zeugnis davon erhalten, sobald ich von hier weg bin und mein erstes Buch [d.i. Abschied von München] erscheint. Ich habe hier Qualen durchgemacht, besonders das erste Viertel-Jahr, aber gewiße Dinge, Zweifel, Velleitäten sind von mir gewichen, sind entschieden[.]“

## Inhalt
Dem Text als Motto vorangestellt ist ein Zitat aus Adam Weishaupts Verfolgung der Illuminaten in Bayern (1786), in dem gefragt wird, warum „Verfolgung, Ketten und Kerker“ das Erbteil der denkenden Menschen ist und ob es der Tugend nicht recht geschieht, wenn sie verfolgt wird, sobald sie das Haupt erhebt. Die Tugend müsste es eigentlich besser wissen.
Panizza war es nicht möglich, still ins Schweizer Exil zu entschwinden. Er konnte nicht darauf verzichten, das Haupt zu erheben und abzurechnen mit München und Münchnern, mit ihnen „Konzil“ zu halten, wie er sich ausdrückt. Im März 1897 schrieb er an seine Freundin Anna Croissant-Rust:

„Wenn Sie in meiner Seele lesen könten, und die Motive känten, die mich in den lezten Tagen in München herumtrieben, dann wüßten Sie, daß es [= Abschied von München] die einzige Metode war, auf der ich zum Ziel kommen konte, daß es der einzige Bratspieß war, auf dem ich die Münchner rösten konte (Sie wißen: schön gelb-braun, knusperig); die einzige Violin-Saite, auf der ich meine Rache-Arie vorheulen konte[.]“

Es wurde also abgerechnet, Punkt für Punkt, wobei Panizza an den Münchnern kein gutes Haar ließ. Er warf ihnen die Verfolgung und Ermordung von Lutherischen im 16. Jahrhundert vor, die Verfolgung der Anhänger Kants, Christian Wolffs und Berkeleys im 18. Jahrhundert, dass man Schubart in München nur unter der Bedingung des Übertritts zum Katholizismus eine Stelle geben wollte, was dieser ablehnte und seine Teutsche Chronik lieber in Augsburg herausbrachte.
Wenn in München überhaupt etwas Positives geschähe, so sei das nicht das Verdienst der Münchner, sondern werde diesen von immer mal wieder unter den Wittelsbachern auftretenden „geisteskranken“ Fürsten gegen deren Widerstand aufgezwungen. Panizza benennt in diesem Zusammenhang insbesondere die Berufung protestantischer Professoren an die Münchner Universität durch Max Emanuel II., darunter Heinrich von Sybel und Friedrich Schelling, in der Kunst den Widerstand gegen den von Ludwig I. berufenen Peter von Cornelius und gegen den von Ludwig II. nach München geholten Richard Wagner.
Auf den angenommenen Einwand der Münchner, man habe sich doch gebessert und bringe keine Protestanten mehr um, entgegnet Panizza, dass man sich nur gebessert habe, wo es gar nicht mehr anders ging. Weiterhin würden Protestanten bei Bestattungen und Eheschließungen diskriminiert und dass man in München weiterhin ultramontan sei, das sei zum Beispiel aus den Auseinandersetzungen im Umfeld des Ersten Vatikanischen Konzils ersichtlich, wo der Erzbischof von München und Freising die kritischen Theologen Ignaz von Döllinger und Johannes Friedrich 1871 exkommuniziert habe.
Auch was die Kultur betreffe, habe sich nichts geändert. Als Beleg führt Panizza die Kontroverse um das kurz zuvor (1896) eröffnete Deutsche Theater an. Sowohl dessen Direktor Emil Meßthaler, der das Theater als Aufführungsort für moderne, also naturalistische Stücke konzipiert hatte – Panizza zufolge „ein junger schneidiger Held, ein Theaterdirektor, der es unternommen, Euch Geist zu reichen“ – als auch der Architekt des aufwändigen Baus (Panizza: ein „wunderschönes Haus […], um Euch die geistigen Früchte in goldener Schale zu bieten“), Alexander Bluhm, mussten nach kurzer Zeit gehen.
Panizza schließt:

„[K]aum dass ein frischer, nordischer Gedanke, oder ein preußischer General über Eure Grenze kommt, schreit Ihr: Ach unsere Reservatrechte! Ach unsere Marienmilch! Ach unsere Briefmarken! Ach unser angestammtes Fürstenhaus! Unsere Herz-Jesu-Andachten! Unsere normalspurigen Eisenbahnen! Unsere heiligen Knochen! Unsere Windel-Verehrung! Unser Alt-Oetting und Andex! Unser heiliger Vater in Rom! Unser unveräußerliches Recht auf geistige Versumpfung! – Wir wollen keine Preußen sein! Wir wollen Baiern sein! Bajuwaren! – Bajuwarii! – und schreit und lamentiert über Vasallentum. Vasallen? – Vasallen des Königs von Preußen? Ihr seid keine Vasallen des Königs von Preußen! Ihr seid Vasallen von Rom. Das ist Euer Vasallentum!“

## Manuskript
- Monacensia. Literaturarchiv und Bibliothek München, Bestand Oskar Panizza, L 1120.

## Ausgaben
- Abschied von München. Ein Handschlag. Verlags-Magazin (J. Schabelitz), Zürich 1897 (Digitalisat).
- Abschied von München. In: Oskar Panizza: Die kriminelle Psychose, genannt Psichopatia criminalis. Hilfsbuch für Ärzte, Laien, Juristen, Vormünder, Verwaltungsbeamte, Minister etc. zur Diagnose der politischen Gehirnerkrankung. Matthes & Seitz, München 1978, ISBN 3-88221-009-5, S. 199–212.
- Abschied von München. Ein Handschlag. Mit einer „Collage für einen Collegen“ von Helmut Eisendle und einer Umschlaggrafik von Dieter Roth. Verlag Klaus G. Renner, Erlangen/München 1979.
- Abschied von München. In: Oskar Panizza: „Ein bischen Gefängnis und ein bischen Irrenhaus“ – Ein Lesebuch. Allitera / edition monacensia, München 2019, ISBN 978-3-96233-106-1, S. 85–94 (Ausgabe auf der Grundlage des Manuskripts in der Monacensia).
- Abschied von München. In: Oskar Panizza: Werke. Hrsg. von Peter Staengle und Günther Emig. Band 7: Der Illusionismus und Die Rettung der Persönlichkeit – Ein guter Kerl – Abschied von München – Dialoge im Geiste Hutten’s. Nachwort von Damir Smiljanić. Günther Emigs Literatur-Betrieb, Niederstetten 2021, ISBN 978-3-948371-88-3.